# Bälau
Bälau est une commune allemande du Schleswig-Holstein, située dans l'arrondissement du duché de Lauenbourg (Kreis Herzogtum Lauenburg), à cinq kilomètres à l'ouest de la ville de Mölln. Bälau est l'une des onze communes de l'Amt Breitenfelde dont le siège est à Breitenfelde.